# 157th Street
157th Street – stacja metra nowojorskiego, na linii 1. Znajduje się w dzielnicy Manhattan, w Nowym Jorku i zlokalizowana jest pomiędzy stacjami 168th Street i 145th Street. Została otwarta 12 listopada 1904.